# 에네르호다르 전투

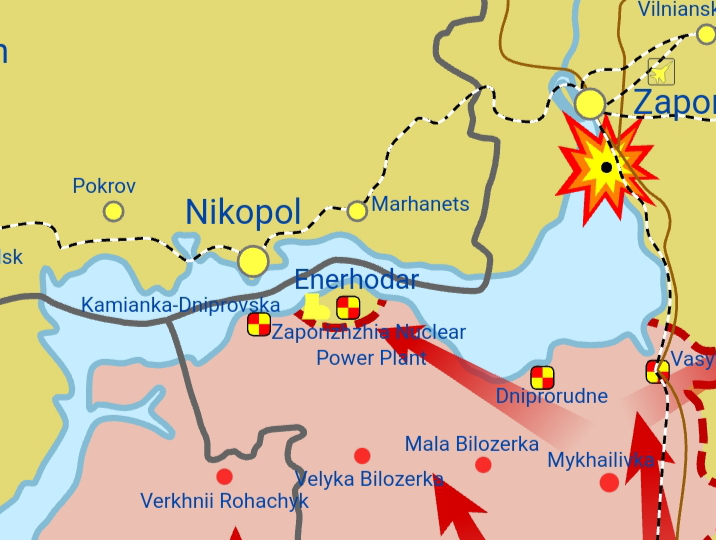
2022년 3월 1일 에네르호다르 전투의 상황

2022년 3월 4일, 러시아의 우크라이나 침공 도중 남부 전선의 자포리자주 에네르호다르에서 러시아군과 우크라이나군 사이에 군사 교전이 벌어졌다. 에네르호다르는 자포리자 원자력 발전소가 위치한 곳으로, 국가 전력의 거의 절반을 원자력에서 생산하는 우크라이나에서 생산되는 총 전력의 5분의 1 이상을 생산한다. 인근에는 화력 발전소도 위치해 있다.
러시아군은 3월 3일 시위하는 민간인을 공격한 뒤, 원자력 발전소에서 우크라이나군과 교전하여 장악하고 같은 날 에네르호다르를 점령했다.

## 배경
2월 28일, 러시아 국방부는 자국 군대가 에네르호다르와 자포리자 원자력 발전소를 점령했다고 발표했지만, 에네르호다르의 시장 드미트로 올로프(Dmytro Orlov)와 우크라이나 국영 기업으로 원자력 발전소를 운영하는 에네르고아톰(Energoatom)은 이를 부인했다. 나중에 지역 시민들이 공장으로 가는 길과 도시 입구에 바리케이드를 쳤고, 이로 인해 러시아군은 후퇴하게 되었다.
3월 1일, 우크라이나 공무원들은 러시아군이 도시를 포위했으며 오후 2시쯤 러시아 호송대가 에네르호다르로 향하고 있다고 밝혔으며, 드미트로 올로프는 도시가 식량을 확보하는 데 어려움을 겪었다고 말했다. 같은 날 저녁에는 지역 주민들의 항의로 러시아군이 도시로 진입하는 것을 지연되었다.
3월 2일 아침, 오를로프는 러시아군이 다시 도시에 접근하고 있다고 밝혔다. 시위대는 우크라이나 국기를 들고 쓰레기 트럭을 통해 도로를 다시 막았다. 올로프는 우크린포름에 러시아 군인들이 민간인 군중에게 수류탄을 던져 두 명의 시위대가 부상을 입었다고 밝혔다. 오후 6시까지 시위에는 200명의 주민과 발전소 근로자가 참여했다. 국제원자력기구 사무총장인 라파엘 그로시는 국제 원자력 기구(IAEA)가 러시아 당국으로부터 러시아군이 자포리자 원자력 발전소 주변 지역을 통제하고 있다는 정보를 받았다고 말했다.

## 전투
2022년 3월 3일 현지 시간 오후 11시 28분, 러시아 장갑차 10대와 전차 2대가 자포리자 원자력 발전소에 조심스럽게 접근했다. 전투는 3월 4일 오전 12시 48분에 시작되었으며, 우크라이나군은 대열을 이끌던 전차에 대전차 미사일을 발사했고, 러시아군은 로켓추진유탄을 포함한 다양한 무기로 대응했다. 러시아군은 정문 근처 주차장으로 진입했다. 러시아군은 중무기를 대부분의 훈련센터와 주요 행정 건물을 향해 발사했으며, 심지어는 원자로 건물 방향으로도 발사했다. 약 2시간 동안 격렬한 전투가 진행되는 동안 주 단지 외부의 훈련 시설에서 화재가 발생하여 오전 6시 20분에 진화되었지만 공장 주변의 다른 구역도 피해를 입었다. 그날 저녁 국제 원자력 기구는 발전소의 안전 시스템이 영향을 받지 않았으며 방사성 물질의 방출도 없음을 확인했다.
러시아군도 에네르호다르에 진입하여 장악했다. 올로프는 전투의 결과로 에네르호다르에 난방 공급이 중단되었다고 밝혔다.

## 여파
자포리자 주지사 올렉산드르 스타루흐(Oleksandr Starukh)는 3월 5일 러시아군이 에네르호다르를 약탈한 후 떠났고 도시의 상황은 완전히 지방 당국의 통제하에 있다고 밝혔다. 그러나 오를로프는 이러한 발언을 부인하고 러시아군이 여전히 도시 주변과 발전소를 점유하고 있으며 러시아령 군민행정부가 도시를 통제하고 있다고 말했다. 3월 7일 우크라이나 남동부 군사행정부는 에네르호다르가 러시아군의 통제 하에 있음을 확인했다.

## 같이 보기
- 초르노빌 전투